# Château de Beaumont (Gers)
Pour les articles homonymes, voir Château de Beaumont.
Le château de Beaumont-sur-l'Osse est un château / manoir de style maison forte médiévale / château gascon / Renaissance du XIIIe siècle de Beaumont dans le Gers en Gascogne, en région Occitanie,,,.  Propriété de l'animatrice de média mélomane Ève Ruggieri, le château est protégé au titre des monuments historiques (classement en 1989, inscriptions en 1982 et 2008).

## Histoire

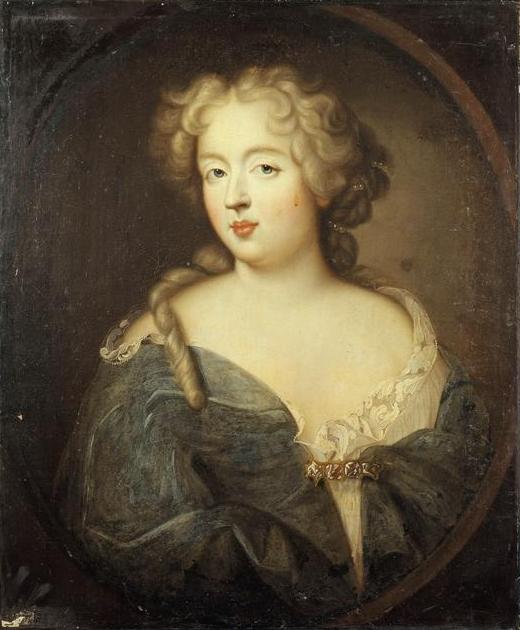
Madame de Montespan vers 1675, maîtresse favorite du roi Louis XIV entre 1667 et 1683.

Ce château, du duché d'Aquitaine, dont la plus ancienne mention connue date de 1266, est construit à Beaumont-sur-l'Osse (village d'environ 100 habitants), face au village fortifié du XIIIe siècle de Larressingle (classé parmi Les Plus Beaux Villages de France). Il domine la vallée de l'Osse, en plein cœur de l'Armagnac, de la Gascogne, du Gers, et du vignoble d'Armagnac (liste des communes de l'aire d'appellation armagnac).
Ce château est constitué d'un logis seigneurial d'une quarantaine de pièces, construit sur trois périodes Renaissance, XVIIe siècle et XVIIIe siècle, d'un parc dans une cour intérieure circulaire fermée par un mur d’enceinte circulaire en arcades du XVIIIe siècle, avec une vue panoramique sur les vallons du Gers à perte de vue, d'un jardin à la française, de douves, et de dépendances de ferme...
Il a appartenu à la famille de Pardaillan de Gondrin.
En 1606, le château est remanié par l'architecte Pierre II Souffron, avec entre autres la construction de l'actuelle bâtisse de style Renaissance.
Au XVIIe siècle, le marquis de Montespan, Louis Henri de Pardaillan de Gondrin, fait rénover et agrandir la demeure, durant son exil de la Cour de France du Château de Versailles, par le roi soleil Louis XIV, alors que son épouse Madame de Montespan, devient maîtresse favorite du roi entre 1667 et 1683, jusqu’à sa disgrâce au profit de Madame de Maintenon.
Au XVIIIe siècle, une aile est ajoutée au château, et la muraille qui clôture le parc est percée d’arcades pour permettre d'admirer les vallons alentour.
Alors qu'ils vivent à Paris, les parents concertistes de l'animatrice de média Ève Ruggieri achètent aux enchères ce château tombé en ruine, et le restaurent petit à petit, pièce par pièce, durant de nombreux séjours de vacances de leur vie. Ève Ruggieri, passionnée par l'histoire de France, le patrimoine et les arts, y passe les vacances de son enfance, s'y marie, rachète le château en 1973, poursuit le long travail de restauration de ses parents, et aspire à lui redonner tout son lustre et faste d'antan.
En 2016, en tant que grande amatrice mélomane de musique classique et d'art lyrique, (premier prix de piano du conservatoire de musique de Nice), autant qu'ancienne présentatrice de l'émission Musiques au cœur, et organisatrice de nombreux festivals, Ève Ruggieri organise son premier festival gersois d'été « Un été en Gascogne avec Ève Ruggieri », composé de deux soirées d'été des 29 et 30 juillet, de récital d'art lyrique avec récits par la maîtresse des lieux, dans la grande galerie du château, des histoires de Carmen (nouvelle) de Prosper Mérimée et Carmen (opéra) de Georges Bizet, puis de la vie romanesque de Maria Malibran, une des premières divas de l'opéra, accompagnés en musique par la mezzo-soprano Marie Kalinine, le ténor Philippe Do et la pianiste Yoshiko Moriai, visite du château et des jardins à la française à la lumière de 1000 chandelles, et cocktail dînatoire préparé par le chef étoilé Fabrice Biasolo.

## Lieu de tournage
Une équipe de l'émission Secrets d'Histoire a tourné plusieurs séquences au château dans le cadre d'un numéro consacré à Madame de Montespan, intitulé Mme de Montespan : le grand amour du Roi-Soleil, diffusé le 9 mars 2020 sur France 3.